# تصادم قاري

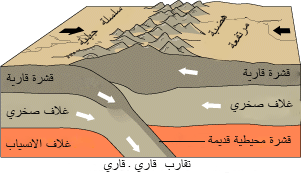
رسم كارتوني يوضح التصادم التكتوني بين قارتين

التصادم القاري هي ظاهرة تصف تكتونيات الصفائح الموجودة بـ الأرض والتي تحدث عند الحدود المتقاربة. وبهذا يشير مصطلح التصادم القاري إلى تغير في العملية الأساسية لـ الاندساس (انزلاق صفيحة تكتونية تحت أخرى)، حيث يتم تدمير منطقة الاندساس، وتكوّن الجبال، ومن ثَم التحام القارتين معًا. وقد تم ملاحظة التصادم القاري فقط من خلال هذا الكوكب الذي نعيش عليه، كما أنه مثال مثير للاهتمام يوضح كيف تبدو القشور المختلفة الموجودة على سطح الأرض، القارية والمحيطية على حد سواء، أثناء عملية الاندساس. 
ولا يعد التصادم القاري فعلًا لحظيًا، بل قد يستغرق عشرات الملايين من السنوات قبل ظهور الفوالق والطيات الناتجة عن توقف الاصطدام. فعلى سبيل المثال، استمر التصادم الحادث بين الهند وآسيا بالفعل مدة حوالي 50 مليون سنة، ولم تظهر وقتها أي علامات تشير إلى احتمالية خموده. كذلك، استغرق التصادم الحادث بين شرق وغرب غندوانا لتشكيل منطقة حزام تكون جبال (أوريجون) شرق إفريقيا حوالي 100 مليون سنة بدأت (قبل 610 ملايين سنة) وانتهت (قبل 510 ملايين سنة). وقد وقع التصادم بين غندوانا ولوراسيا الذي أدى إلى تكوّن قارة بانجيا العملاقة في فترة زمنية قصيرة نسبيًا، استغرقت حوالي 50 مليون سنة.

## منطقة الاندساس: موقع التصادم
تبدأ عملية التصادم عندما تنفصل قارتان (أجزاء مختلقة من القشرة القارية)، على طول مجرى المحيط (والقشرة المحيطية)، ثم تقترب كل منهما من الأخرى، في حين تتبدد القشرة المحيطية ببطء عند منطقة الاندساس. وتمتد منطقة الاندساس على طول حافة إحدى القارتين وتنغمر تحتها، مما يؤدي إلى تكوّن سلاسل الجبال البركانية على مسافة معينة منها، مثل جبال الأنديز الموجودة بـ أمريكا الجنوبية اليوم. ويضم الاندساس الغلاف اليابس بأكمله، وتعتمد درجة كثافته بشكل كبير على طبيعة القشور التي يحملها. وتتميز القشرة المحيطية بأنها رقيقة (حيث يبلغ سمكها حوالي 6 كم) وكثيفة (تبلغ كثافتها 3.3 جم/سم³)، تتكون من مواد البازلت والغابرو والبيريدوتيت. وكنتيجة لذلك، يتم سحب معظم القشرة المحيطية لأسفل بسهولة لتتمركز عند أحد الخنادق المحيطية. وعلى عكس القشرة المحيطية، تعد القشرة القارية سميكة (يبلغ سمكها نحو 45 كم) وخفيفة، تتكون بشكل أساسي من صخور الجرانيت (يبلغ متوسط كثافتها حوالي 2.5 جم/سم³). ويتم سحب القشرة القارية بصعوبة لأسفل، غير أنها قد تصل إلى عمق من 90-150 كم أو أكثر، كما يتضح من تجمعات الصخور المتحولة التي تتعرض لـ ضغط عالٍ فائق (UHP). وتستمر عملية الاندساس الطبيعي مادام المحيط باقيًا، غير أن نظام الاندساس يختل بسبب دخول القارة التي تحملها الصفائح السفلية داخل الخندق. ونظرًا لاحتوائه على قشرة قارية سميكة، يتميز الغلاف اليابس بأنه أقل كثافة من دثار الغلاف الموري السفلي، فضلًا عن احتمالية حدوث خلل في عملية الاندساس الطبيعية. ثم يتم إخماد القوس البركاني الظاهر على الصفيحة العلوية ببطء. وكنتيجة لمقاومة عملية الاندساس، تتحدب القشرة لأعلى وأسفل، مما يؤدي إلى ارتفاع الجبال في المكان المفترض تواجد الخندق به. وبهذا، يصبح موضع الخندق المنطقة التي يحدث بها التلاحم الحادث بين قطعتي الأرض القارتين. وغالبًا ما تتميز مناطق الالتحام بوجود بعض أجزاء من القشرة المحيطية التي كانت موجودة مسبقًا فضلًا عن طبقة دثار الصخور، والتي تُعرف باسم صخور الأوفيوليت.

## الاندساس العميق للقشرة القارية
يتم سحب القشرة القارية الموجودة على الصفيحة الأرضية لأسفل بعمق حتى تكون بمثابة جزء من الصفيحة الأرضية نفسها أثناء حدوث التصادم، والتي تُحدد بأنها قشرة طافية تدخل منطقة الاندساس. ثم يصعد جزء غير معلوم من القشرة القارية التي تم سحبها لأسفل إلى السطح كما في حالة الصخور المتحولة التي تتعرض لـ ضغط عال فائق(UHP)، حيث تحتوي تلك الصخور على مواد الكويزيت المتحول و/أو الماس مضافًا إليه أو بدون الجرانيت غير العادي الغني بـ السيلكون و/أو البيروكسين المحمّل بمادةالبوتاسيوم. إن وجود مثل هذه المعادن يثبت تعرض القشرة القارية لعملية الاندساس حتى عمق لا يقل عن 90-140 كم. ومن أمثلة الأراضي المعروفة التي تتعرض لضغط عال فائق حزام دابي سولو الواقع في منطقة شرق ووسط الصين، وسلسلة جبال الألب الغربية، وجبال الهيمالايا المارة بـ الهند، وكتلة كوكشيتافا الصخرية الموجودة بـ كازاخستان، وكتلة البوهيمية الصخرية بأوروبا، ومنطقة جينيس الغربية بـ النرويج ومالي. وتتكون معظم الأراضي التي تتعرض لضغط عالٍ فائق من صفائح أو صخور مغتربة متراكبة. وتشير حقيقة أن معظم الأراضي التي تتعرض لضغط عالٍ فائق تتكون من صفائح رقيقة، إلا أن قطع الأراضي الأكثر سمكًا والأكبر حجمًا من الشقوق القارية هي التي يتم سحبها لأسفل بعمق أكبر.

## تكوّن الجبال والانهيار

تكوّن الجبال من خلال حركة فالق عكسية.

تحدث ظاهرة تكوّن الجبال عندما تبدأ الجبال في التواجد في منطقة التصادم. وفي نفس الوقت، توجد طرق أخرى يمكن من خلالها تشكيل الجبال وتكوّنها ولكن بالتأكيد يعد التصادم القاري أحد أهم تلك الطرق. ويتزايد هطول الأمطار وسقوط الثلوج فوق قمم الجبال، الأمر الذي يسهم في زيادة ارتفاع الجبال، ربما بمعدل بضع مليمترات قليلة سنويًا (بمعدل زيادة 1 ملم/سنويًا، وبهذا يمكن أن يتكوّن جبل بطول 5000 م في فترة 5 ملايين سنة، وهي فترة زمنية أقل بنسبة 10% من عمر منطقة التصادم النموذجية). وبهذا، تتكوّن شبكات الأنهار وقد تنمو كذلك المثلجات أعلى قمم الجبال العالية. وتتزايد عوامل التعرية كلما زاد ارتفاع الجبل، وتتساقط كميات كبيرة من الرسوب في الأنهار، والتي بدورها تحمل الرسوب بعيدًا عن الجبال ليتم ترسيبها في الأحواض الرسوبية الموجودة بالسهول المحيطة بها. وتتعرض صخور القشرة الأرضية لـ صدع الدسر على طول المنطقة الرسوبية، ويتوسع نطاق الحزام الجبلي كلما زاد ارتفاع الجبل. كذلك، تمتد الجذور القشرية، حسبما تدعو حالة توازن القشرة الأرضية إلى ذلك؛ ويمكن أن يبدو الجبل مرتفعًا إذا كان قائمًا على قشرة أكثر سمكًا. فقد تكون سماكة القشرة الأرضية ناتجة بفعل تقاصر الأرض أو في حالة تراكب إحدى القشور على قشرة أخرى. وتكون هذه السماكة مصحوبة بسخونة، وبالتالي تصبح القشرة أضعف كلما كانت أكثر سماكة. وفي هذه الحالة، تبدأ القشرة السفلية بالتداعي والانهيار أسفل الكتلة الجبلية المتنامية، مما يؤدي إلى حدوث تصدعات بالقرب من قمة السلسلة الجبلية. في نفس الوقت، قد تذوب القشرة السفلية جزئيًا، الأمر الذي يؤدي إلى تكوّن طبقات من الجرانيت المنصهر ومن ثَم ترتفع إلى مستويات فوقية، فضلًا عن اندساس طبقات من الجرانيت. وتتسبب سماكة القشرة الأرضية في حدوث نتيجة سلبية واحدة من نتيجتين؛ تتسبب إحداهما في زيادة ارتفاع الجبل في مناطق التصادم، وتتمثل الأخرى في حدوث تآكل للجبل. أما عن الفكرة الشائعة المتمثلة في أن عملية التآكل هي المسؤولة عن تداعي الجبال فهي لا تمثل سوى نفس الحقيقة - حيث يعمل التدفق اللزج لطبقة الدثار السفلية الضعيفة أيضًا على تخفيف التضاريس بمرور الوقت، وخاصةً بمجرد اكتمال عملية التصادم ومن ثَم تلتحم القارتان معًا بشكل كامل. ويستمر حدوث التقارب بين القارتين بسبب استمرار سحب القشرة لأسفل نتيجة ميل الغلاف اليابس المحيطي في منطقة الاندساس على الجانب الآخر من التصادم وكذا أسفل نقطة الالتحام بين القارتين. 